# Boček mladší z Poděbrad
Boček mladší z Poděbrad byl český šlechtic z významného rodu pánů z Kunštátu.

## Život
Jeho otcem byl Boček starší z Poděbrad. Měl tři sourozence, Jana, Viktorína a Hynka (Viktorín a Hynek také používali jméno Boček, takže ne vždy je jasné, o koho ze sourozenců se jedná). Při rozdělování majetku připadl Bočkovi Bouzov a statky na Moravě.
První písemná zmínka o Bočkovi ml. je z roku 1395. V pramenech se uváděl v prvních letech dost často, a to zejména současně se svým otcem. Spolu se svým bratrem Viktorínem často vystupovali jako žalobci u soudů, přičemž hájili své majetkové zájmy na Moravě. Boček např. roku 1417 neúspěšně sváděl soudní spor o hrad Pyšolec, o rok později se pokusil získat panství Vranová Lhota. Soudil se i se svými vzdálenými příbuznými, např. s Heraltem Puškou či se Smilem z Kunštátu na Bludově. Při soudních procesech na Moravě se Boček uváděl s přídomkem "z Bouzova". Po vypuknutí husitských válek se Boček začíná z listin vytrácet. Uvádí se na prosincovém sněmu v Brně, kde byli moravští šlechtici pod nátlakem nuceni zříci se čtyř artikulů a slíbit poslušnost králi Zikmundovi. Situace se však zanedlouho obrátila a Boček stál na straně husitského tábora.
V roce 1421 obléhala, možná marně, Bočkův hrad Brumov vojska Zikmunda Lucemburského. V roce 1424 vpadl Boček na panství Jiřího ze Šternberka, jemuž přispěchal na pomoc olomoucký biskup Jan Železný. V bitvě u Slušovic byl Boček poražen a nakonec byl nucen vydat i opevněný klášter ve Vizovicích.
Poté o Bočkovi nejsou zprávy až do roku 1427, kdy se uvádí jako pán na Třebové. Zemřel bez potomstva asi roku 1429 nebo 1430.